# Lyder Brun

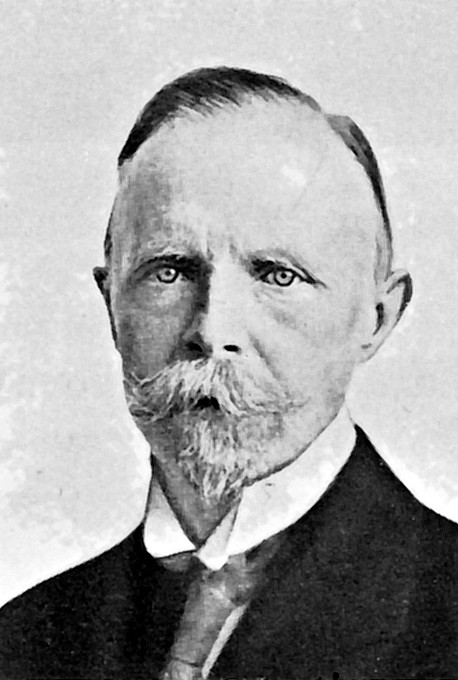
Johan Lyder Brun.

Johan Lyder Brun, född den 18 februari 1870, död den 1 januari 1950, var en norsk teolog, sonsons son till biskop Johan Nordal Brun.
Brun blev 1897 professor i nytestamentlig teologi vid Kristiania universitet 1897. Brun gjorde sig känd som en talangfull företrädare för den så kallade liberala teologin och bidrog till att ge den hemortsrätt i Norge. År 1913 blev han ordförande i den Norske presteforenings fremskritsgruppe och var även medlem av flera kommissioner för utredande av kyrkliga frågor. 
Av hans betydande vetenskapliga och populärvetenskapliga författarskap märks Paulus lære om loven (1897), Fra Jesu liv og fra aposteltiden (1903), Jesu evangelium (1916, ny upplaga 1926, Bruns mest betydande skrift), Paulus kristelige tanker (1919, andra utgåvan 1929) och Modern teologi (1924).